# The Fall of a Nation
The Fall of a Nation er en amerikansk stumfilm fra 1916 af Thomas Dixon.

## Medvirkende
- Lorraine Huling som Virginia Holland.
- Percy Standing som Charles Waldron.
- Arthur Shirley som John Vassar.
- Flora Macdonald som Angela Benda.
- Paul Willis som Billy.